# Issigau
Issigau är en kommun och ort i Landkreis Hof i Regierungsbezirk Oberfranken i förbundslandet Bayern i Tyskland.
Kommunen ingår i kommunalförbundet Lichtenberg tillsammans med staden Lichtenberg.